# Gierman Swiesznikow
Gierman Aleksandrowicz Swiesznikow (ros. Герман Александрович Свешников, ur. 11 maja 1937 w Niżnym Nowogrodzie, zm. 9 czerwca 2003 tamże) – radziecki florecista, trzykrotny medalista olimpijski i wielokrotny medalista mistrzostw świata.
Na igrzyskach olimpijskich w Rzymie w 1960 roku wspólnie z Wiktorem Żdanowiczem, Markiem Midlerem, Jurijem Sisikinem i Jurijem Rudowem zdobył drużynowo złoty medal. Na rozgrywanych cztery lata później igrzyskach olimpijskich w Tokio reprezentacja ZSRR w składzie: Wiktor Żdanowicz, Jurij Sisikin, Mark Midler, Gierman Swiesznikow i Jurij Szarow zdobyła złoty medal. Indywidualnie zajął dziewiąte miejsce. Brał też udział w igrzyskach olimpijskich w Meksyku w 1968 roku, razem z Wiktorem Putiatinem, Wasylem Stankowyczem, Jurijem Szarowem i Jurijem Sisikinem zajmując drużynowo drugie miejsce. W turnieju indywidualnym był tym razem siódmy.
Podczas mistrzostw świata w Filadelfii w 1958 roku Midler, Rudow, Sisikin i Swiesznikow wywalczyli srebrny medal w zawodach drużynowych. W konkurencji tej zdobywał też złote medale na mistrzostwach świata w Budapeszcie (1959), mistrzostwach świata w Turynie (1961), mistrzostwach świata w Buenos Aires (1962), mistrzostwach świata w Gdańsku (1963), mistrzostwach świata w Paryżu (1965) i mistrzostwach świata w Moskwie (1966) oraz srebrny na mistrzostwach świata w Montrealu (1967). Ponadto trzykrotnie zdobywał medale w zawodach indywidualnych: złote na MŚ 1962 i MŚ 1966 oraz brązowy na MŚ 1965 (za Francuzami Jean-Claude'em Magnanem i Danielem Revenu).
Po zakończeniu kariery pracował jako trener. Prowadził reprezentację ZSRR podczas igrzysk olimpijskich w Monachium w 1972, pracował także w Egipcie i na Węgrzech. Odznaczony Medalem „Za pracowniczą dzielność” i Orderem „Znak Honoru”.